# Chlum (kraj południowoczeski)
Chlum – miejscowość i gmina (obec) w Czechach, w kraju południowoczeskim, w powiecie Strakonice. W 2022 roku liczyła 203 mieszkańców.